# Jodoshu
Jōdoshū är en japansk rena land-buddhistisk inriktning grundad av Honen (1133-1212). Inriktningen menar att nembutsu (recitation av buddhan Amitabhas namn) är den enda vägen mot nirvana. Genom nembutsu sägs utövaren återfödas i Sukhavati, Amitabha Buddhas rena buddhafält, där utövaren tros uppnå buddhaskap.
Under Honens tid var motståndet mot inriktningen och nembutsu stort. Numera är dock rena land-buddhism - i form av jodoshu och jodo shinshu (inriktningen som grundades av Honens lärjunge Shinran)- den vanligaste buddhistiska inriktningen i Japan. Honen baserade sin lära på hans tolkning av den kinesiska munken Shan-taos (613-681) lärdomar.
Honen menade att alla människor, oavsett kön, samhällsklass eller liknande - till och med rent ondskefulla människor - kunde bli återfödda i Sukhavati genom nembutsu. Nembutsu på japanska innebär att utövaren reciterar Namu Amida Butsu, vilket bokstavligen betyder "Vördnad inför Amitabha Buddha". I hans verk Senchaku Hongan Nembutsu Shu formulerade Honen följande trosuppfattningar:
- Den rena land-buddhistiska vägen är den enda buddhistiska vägen som är effektiv i dagens tidsålder.
- Det som krävs för att återfödas i Sukhavati är nembutsu - yttran av Amitabhas namn i längtan efter att få återfödas i Sukhavati
- Amitabhas medlidande är riktat åt alla, men i synnerhet de syndiga och fattiga.

Den grundläggande inställningen inom Jodoshu och många andra rena land-buddhistiska inriktningar, är att medvetna varelser är oförmögna att bli fria från det som binder dem till samsara på egen hand. Honen och Shan-tao hade själva varit munkar, men upplevt att de varit oförmögna att på egen hand bli fri från ignorans, tanha (starkt begär), och så vidare - det som binder dem till samsara. Oavsett hur mycket de försökte ansåg de sig ändå vara i grunden fyllda av passion, begär, ignorans, och så vidare. Därför menade Honen att det var nödvändigt att förlita sig till Amitabha Buddha för att nå nirvana, för han ansåg att det inte gick med hans egna förmågor.
Honen ansåg även att kvinnor kunde nå Sukhavati. Könsdiskriminering var vanligt inom buddhismen. Trots att Shakyamuni Buddha menade att kvinnor kunde bli upplysta fanns ändå en kulturell och/eller religiös diskriminering mot kvinnor. Exempelvis hade nunnor i Indien 348 levnadsregler, medan munkar hade 250. I Kina och Japan menade buddhister att det fanns fem särskilda hinder hos kvinnor som gjorde att de hade svårare att nå upplysning än män. Honen ansåg dock att kvinnor lika väl som män kunde nå Sukhavati genom nembutsu.